# Барвінок (зупинний пункт)
Барві́нок — зупинний пункт Херсонської дирекції Одеської залізниці.
Розташований в селі Новогорожене Баштанського району Миколаївської області на лінії Долинська — Миколаїв між станціями Новополтавка (6 км) та Горожене (4 км).